# سارزانا
سارزانا، (بالإنجليزية: Sarzana)‏، (إيطاليا: sarːdzaːna)، هي بلدية وأسقفية كاثوليكية سابقة، لم تدم طويلاً في مقاطعة لاسبيتسيا، في إقليم ليغوريا إيطاليا، 15 كم (9 ميل) شرق سبيزيا، على السكك الحديدية المؤدية إلى بيزا، عند النقطة التي يتحول فيها سكة حديد بارما إلى الشمال. في عام 2010، كان عدد سكانها 21978.

## المناخ
يظهر الجدول التالي التغييرات المناخية على مدار السنة لسارزانا:
| البيانات المناخية لـسارزانا                                             | البيانات المناخية لـسارزانا | البيانات المناخية لـسارزانا | البيانات المناخية لـسارزانا | البيانات المناخية لـسارزانا | البيانات المناخية لـسارزانا | البيانات المناخية لـسارزانا | البيانات المناخية لـسارزانا | البيانات المناخية لـسارزانا | البيانات المناخية لـسارزانا | البيانات المناخية لـسارزانا | البيانات المناخية لـسارزانا | البيانات المناخية لـسارزانا | البيانات المناخية لـسارزانا |
| الشهر                                                                   | يناير                       | فبراير                      | مارس                        | أبريل                       | مايو                        | يونيو                       | يوليو                       | أغسطس                       | سبتمبر                      | أكتوبر                      | نوفمبر                      | ديسمبر                      | المعدل السنوي               |
| ----------------------------------------------------------------------- | --------------------------- | --------------------------- | --------------------------- | --------------------------- | --------------------------- | --------------------------- | --------------------------- | --------------------------- | --------------------------- | --------------------------- | --------------------------- | --------------------------- | --------------------------- |
| الدرجة القصوى °م (°ف)                                                   | 18.4 (65.1)                 | 20.0 (68.0)                 | 24.0 (75.2)                 | 26.2 (79.2)                 | 32.4 (90.3)                 | 34.8 (94.6)                 | 36.4 (97.5)                 | 38.2 (100.8)                | 34.2 (93.6)                 | 29.0 (84.2)                 | 24.4 (75.9)                 | 19.2 (66.6)                 | 38.2 (100.8)                |
| متوسط درجة الحرارة الكبرى °م (°ف)                                       | 11.3 (52.3)                 | 12.3 (54.1)                 | 14.6 (58.3)                 | 17.1 (62.8)                 | 21.7 (71.1)                 | 25.2 (77.4)                 | 28.7 (83.7)                 | 28.8 (83.8)                 | 24.9 (76.8)                 | 20.2 (68.4)                 | 15.0 (59.0)                 | 12.1 (53.8)                 | 19.3 (66.7)                 |
| المتوسط اليومي °م (°ف)                                                  | 7.3 (45.1)                  | 8.0 (46.4)                  | 10.1 (50.2)                 | 12.6 (54.7)                 | 16.8 (62.2)                 | 20.2 (68.4)                 | 23.2 (73.8)                 | 23.4 (74.1)                 | 19.8 (67.6)                 | 15.7 (60.3)                 | 11.0 (51.8)                 | 8.2 (46.8)                  | 14.7 (58.5)                 |
| متوسط درجة الحرارة الصغرى °م (°ف)                                       | 3.3 (37.9)                  | 3.7 (38.7)                  | 5.6 (42.1)                  | 8.1 (46.6)                  | 11.9 (53.4)                 | 15.2 (59.4)                 | 17.8 (64.0)                 | 17.9 (64.2)                 | 14.8 (58.6)                 | 11.3 (52.3)                 | 7.0 (44.6)                  | 4.4 (39.9)                  | 10.1 (50.2)                 |
| أدنى درجة حرارة °م (°ف)                                                 | −9.0 (15.8)                 | −5.0 (23.0)                 | −4.9 (23.2)                 | −3.6 (25.5)                 | 3.8 (38.8)                  | 7.8 (46.0)                  | 10.4 (50.7)                 | 7.6 (45.7)                  | 6.0 (42.8)                  | 0.0 (32.0)                  | −3.6 (25.5)                 | −6.6 (20.1)                 | −9.0 (15.8)                 |
| الهطول مم (إنش)                                                         | 116.0 (4.57)                | 91.5 (3.60)                 | 79.4 (3.13)                 | 100.8 (3.97)                | 74.1 (2.92)                 | 62.5 (2.46)                 | 25.4 (1.00)                 | 50.2 (1.98)                 | 101.9 (4.01)                | 157.9 (6.22)                | 134.0 (5.28)                | 112.7 (4.44)                | 1٬106٫4 (43.56)             |
| متوسط أيام هطول الأمطار (≥ 1.0 mm)                                      | 9.4                         | 7.5                         | 7.5                         | 9.2                         | 7.6                         | 5.7                         | 2.9                         | 4.2                         | 6.4                         | 10.0                        | 8.8                         | 8.7                         | 87.9                        |
| متوسط الرطوبة النسبية (%)                                               | 73                          | 69                          | 68                          | 72                          | 72                          | 71                          | 69                          | 70                          | 71                          | 74                          | 74                          | 73                          | 71                          |
| المصدر #1: Servizio Meteorologico                                       |                             |                             |                             |                             |                             |                             |                             |                             |                             |                             |                             |                             |                             |
| المصدر #2: الإدارة الوطنية للمحيطات والغلاف الجوي (humidity, 1961–1990) |                             |                             |                             |                             |                             |                             |                             |                             |                             |                             |                             |                             |                             |

## السكان
في سنة 1861 بلغ عدد السكان 9٬137 نسمة، وتطور العدد ليصل في سنة 2018 لـ 22٬086 نسمة.
يظهر هذا المخطط البياني تطور النمو السكاني لـ سارزانا

## توأمة
لسارزانا اتفاقيات توأمة مع كل من:
- فيلفرانش دي روجر
- إيغر

## أعلام
- فرانشيسكو كاساتا
- لورينزو ريتشي
- جيوفاني بونتي
- دافيدي باسي
- نقولا الخامس
- شارلوته بونابرت